# Dubach
Dubach es un pueblo ubicado en la parroquia de Lincoln en el estado estadounidense de Luisiana. En el Censo de 2010 tenía una población de 961 habitantes y una densidad poblacional de 197,57 personas por km².

## Geografía
Dubach se encuentra ubicado en las coordenadas 32°42′12″N 92°39′42″O / 32.70333, -92.66167. Según la Oficina del Censo de los Estados Unidos, Dubach tiene una superficie total de 4.86 km², de la cual 4.71 km² corresponden a tierra firme y (3.25%) 0.16 km² es agua.

## Demografía
Según el censo de 2010, había 961 personas residiendo en Dubach. La densidad de población era de 197,57 hab./km². De los 961 habitantes, Dubach estaba compuesto por el 53.07% blancos, el 44.95% eran afroamericanos, el 0.1% eran amerindios, el 0.52% eran asiáticos, el 0% eran isleños del Pacífico, el 0.21% eran de otras razas y el 1.14% pertenecían a dos o más razas. Del total de la población el 1.14% eran hispanos o latinos de cualquier raza.